# 秋共憬希
秋共 憬希（あきとも けいき、11月30日 - ）は、日本の女性声優。東京都出身。以前はアドヴァンスプロモーション・RME所属に所属していた。旧芸名は秋山 広子。

## 出演作品

### 吹き替え
- シェーン（アクセルの母）

### ゲーム
- テストドライブ アンリミテッド2

### 舞台
- 映像とアニメ音楽で綴る宮沢賢治～ひのきとひなげし～
- ひだまりの樹 朗読会 第9回～第11回、第13回、第14回
- 法律の常識世間の非常識・第2回公演「そんなぁ･･･こんなことってありかよっ」
- ＲＭＥプロデュース公演
  - 「真偽の噂-Rumor of truth」
  - 「愛と夢の狭間で」
  - 「お勝手の姫」

### ラジオ
- 遺言の切り札（長男の子ども時代）

### イベント
- 住宅展示場イベント「ママとキッズのほっとフェスティバル」紙芝居で参加

### その他
- 「ピーピングライフ-World History #31天竺からの帰還」（三蔵法師）
- 「メンタルヘルス対策啓発DVD」（吉本恵子）
- 「サイバー犯罪防止教室用DVD」（ネットバンク担当者）
- webアニメ「ネット社会の歩き方」（小学校の先生、お母さん）
- 教材用ビデオ（声の出演）「アサーショントレーニング」（チームリーダー紺野ひかる
- youtube「エナジーウェポン」（ムナ）
- 「警察内の児童虐待防止ＤＶＤ」（母親D）
- 人権啓発ビデオ「私たちの声が聴こえますか」（副音声）
- 「民事介入暴力対策啓発ビデオ」（窓口の女性）
- 「警察協会情報セキュリティー対策DVD」（早紀の母親）